# توماس جون كاري
توماس جون كاري (بالإنجليزية: Thomas John Curry)‏ هو كاهن كاثوليكي أمريكي، ولد في 17 يناير 1943.